# Hyalaethea meeki
Hyalaethea meeki là một loài bướm đêm thuộc phân họ Arctiinae, họ Erebidae.